# ناحیه درچکه
ناحیهٔ درچکه (به مجاری:  Derecskei járás) یک ناحیه در مجارستان است که در هایدو-بیهار واقع شده‌است. ناحیهٔ درچکه ۶۵۰٫۳۰ کیلومتر مربع مساحت و ۴۱٬۷۰۱ نفر جمعیت دارد.